# Manutenção de órbita estacionária
Na astrodinâmica, a manutenção de órbita estacionária trata-se de manter uma espaçonave a uma distância fixa de outra espaçonave ou corpo celeste. Ela requer uma série de manobras orbitais feitas com propulsores para manter a nave ativa na mesma órbita de seu alvo. Para muitos satélites de órbita terrestre baixa, os efeitos de forças não Keplerianas, ou seja, os desvios da força gravitacional da Terra daquela de uma esfera homogênea, forças gravitacionais do Sol ou da Lua, pressão de radiação solar e resistência do ar, devem ser neutralizados.
O desvio do campo gravitacional da Terra em relação a uma esfera homogênea e as forças gravitacionais do Sol e da Lua irão, em geral, perturbar o plano orbital. Para uma órbita heliossíncrona, a precessão do plano orbital causada pelo achatamento da Terra é uma característica desejável que faz parte do projeto da missão, mas a mudança de inclinação causada pelas forças gravitacionais do Sol e da Lua é indesejável. Para espaçonaves geoestacionárias, a mudança de inclinação causada pelas forças gravitacionais do Sol e da Lua deve ser compensada por um gasto bastante grande de combustível, pois a inclinação deve ser mantida suficientemente pequena para que a espaçonave seja rastreada por antenas não orientáveis.
Para espaçonaves em órbita baixa, os efeitos do arrasto atmosférico devem ser frequentemente compensados, muitas vezes para evitar a reentrada; para missões que exigem uma órbita precisamente sincronizada com a rotação da Terra, isso é necessário para evitar um encurtamento do período orbital.
A pressão da radiação solar em geral perturbará a excentricidade (ou seja, o vetor de excentricidade); consulte Análise de perturbação orbital (nave espacial). Para algumas missões, isso deve ser combatido ativamente com manobras. Para espaçonaves geoestacionárias, a excentricidade deve ser mantida suficientemente pequena para que a espaçonave possa ser rastreada por antes não orientáveis. Também para satélites de observação da Terra nos quais é desejável uma órbita muito repetitiva com uma trajetória fixa no solo, o vetor de excentricidade deve ser mantido o mais estável possível. Uma grande parte dessa compensação pode ser feita usando um projeto de órbita congelada, mas muitas vezes são necessários propulsores para manobras de controle fino.
Para espaçonaves em órbita de halo em torno de um ponto de Lagrange, a manutenção é ainda mais fundamental, pois tal órbita é instável; sem um controle ativo com queima de propulsores, o menor desvio na posição ou velocidade resultaria na saída completa da espaçonave da órbita.

## Órbita terrestre baixa
Para uma espaçonave em uma órbita muito baixa, o arrasto atmosférico é suficientemente forte para causar uma reentrada antes do fim pretendido da missão se as manobras de elevação da órbita não forem executadas de tempos em tempos.
Um exemplo disso é a Estação Espacial Internacional (EEI), que tem uma altitude operacional entre 330 e 410 km acima da superfície da Terra. Devido ao arrasto atmosférico, a estação espacial está constantemente perdendo energia orbital. A fim de compensar esta perda, que acabaria por levar a uma reentrada, ela é de vez em quando reposicionada para uma órbita mais alta. A escolha da altitude orbital é um impasse entre a propulsão média necessária para neutralizar o arrasto do ar e o impulso necessário para enviar cargas úteis e pessoas para a estação.
GOCE que orbitou a 255 km (posteriormente reduzido para 235 km) usou propulsores de íons para fornecer até 20 mN de propulsão para compensar o arrasto sofrido em sua área frontal de cerca de 1 m2.

## Satélites de observação da Terra
Para satélites de observação da Terra, que são normalmente operados a uma altitude de cerca de 700 – 800 km acima da superfície da Terra, o arrasto do ar é muito fraco e uma reentrada devido a esse arrasto não é uma preocupação. Mas se o período orbital precisa ser sincronizado com a rotação da Terra para manter uma trajetória fixa no solo, o fraco arrasto do ar nessa alta altitude também deve ser neutralizado por manobras de elevação da órbita na forma de propulsores tangenciais à órbita. Essas manobras serão muito pequenas, tipicamente da ordem de alguns mm/s de delta-v. Se um projeto de órbita congelada for usado, essas pequenas manobras de elevação de órbita são suficientes para também controlar o vetor de excentricidade.
Para manter uma trajetória fixa no solo também é necessário fazer manobras fora do plano para compensar a mudança de inclinação causada pela gravidade da Lua ou do Sol. Essas manobras são executadas quando o propulsor queima ortogonalmente ao plano orbital. Para espaçonaves sincronizadas com o Sol, que mantêm uma geometria constante em relação ao Sol, a mudança de inclinação devido à gravidade solar é particularmente grande; um delta-v na ordem de 1–2 m/s por ano pode ser necessário para manter a inclinação constante.

## Órbita geoestacionária

Planos orbitais inclinados

Para espaçonaves geoestacionárias, deve ser executada a queima de propulsores ortogonais ao plano orbital para compensar o efeito da gravidade lunar/solar que perturba o polo da órbita com cerca de 0,85 graus por ano. O delta-v necessário para compensar esta perturbação mantendo a inclinação com o plano equatorial é da ordem de 45 m/s por ano. Essa parte da manutenção da órbita geoestacionária é chamada de controle Norte-Sul.
O controle Leste-Oeste é o controle do período orbital e do vetor de excentricidade realizado ao tornar as queimas do propulsor tangenciais à órbita. Essas queimas são projetadas para manter o período orbital perfeitamente sincronizado com a rotação da Terra e manter a excentricidade suficientemente pequena. A perturbação do período orbital resulta da simetria rotacional imperfeita da Terra em relação ao eixo Norte/Sul, às vezes chamada de elipticidade do equador da Terra. A excentricidade (ou seja, o vetor de excentricidade) é perturbada pela pressão de radiação solar. O combustível necessário para este controle Leste-Oeste é muito menor do que o necessário para o controle Norte-Sul.
Para prolongar a vida útil de satélites geoestacionárias com pouco combustível restante, às vezes é interrompido o controle Norte-Sul, continuando apenas com o controle Leste-Oeste. Visto de um observador na Terra em rotação, a espaçonave se moverá de norte a sul com um período de 24 horas. Quando esse movimento Norte-Sul fica muito grande, uma antena orientável é necessária para rastrear a espaçonave. Um exemplo disso é Artemis. 
Para economizar peso, é crucial que os satélites geoestacionários tenham o sistema de propulsão mais eficiente em consumo de combustível. Alguns satélites modernos estão, portanto, empregando um sistema de impulso específico alto, como plasma ou propulsores de íons.

## Pontos de Lagrange
Órbitas de espaçonaves também são possíveis em torno dos pontos de Lagrange—também chamados de pontos de libração—cinco pontos de equilíbrio que existem em relação a dois grandes corpos do sistema solar. Por exemplo, existem cinco desses pontos no sistema Sol-Terra, cinco no sistema Terra-Lua e assim por diante. A espaçonave pode orbitar em torno desses pontos com um mínimo de propelente necessário para fins de manutenção de órbita estacionária. Duas órbitas que foram usadas com tais propósitos incluem as órbitas de halo e Lissajous.
Um importante ponto de Lagrange é o Terra-Sol L1, três missões heliofísicas têm orbitado o L1 desde aproximadamente 2000. O uso de propelente para manutenção da órbita pode ser bastante baixo, facilitando missões que podem durar décadas, caso os outros sistemas da espaçonave permaneçam operacionais. As três espaçonaves—Advanced Composition Explorer (ACE), Solar Heliospheric Observatory (SOHO) e o satélite Global Geoscience WIND—cada uma tem requisitos anuais de propelente para manutenção de órbita de aproximadamente 1 m/s ou menos. Terra-Sol L2—aproximadamente a 1,5 milhão de quilômetros da Terra na direção contrária ao sol—é outro importante ponto de Lagrange, e o observatório espacial Herschel, da ESA, operou lá em uma órbita de Lissajous durante 2009-2013, quando ficou sem refrigerante para o seu telescópio espacial. Pequenas manobras orbitais foram executadas aproximadamente mensalmente para manter a espaçonave na sua órbita estacionária.
O Telescópio Espacial James Webb usará propelente para manter sua órbita de halo ao redor do Terra-Sol L2, o que garante um limite superior para sua vida útil esperada: ele está sendo projetado para funcionar por pelo menos dez anos. No entanto, acredita-se que a precisão da trajetória após seu lançamento pelo Ariane 5 possa dobrar a vida útil do telescópio, deixando mais propelente de hidrazina a bordo do que o esperado.
O orbitador CAPSTONE e o planejado Lunar Gateway serão colocados em uma Órbita de Halo Quase Retilínea (OHQR) em torno do ponto de Lagrange Terra-Lua L2.